# Eigentliche Kakadus

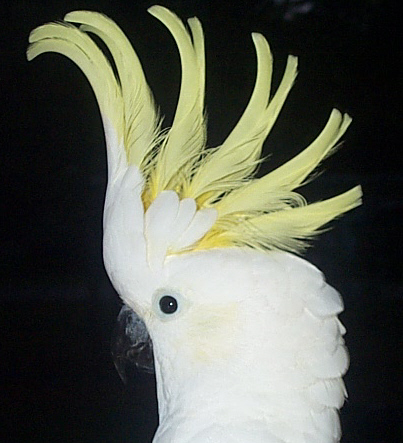
Gelbhaubenkakadu – Die Haubenfedern sind nach vorne durch verlängerte Stirnfedern begrenzt

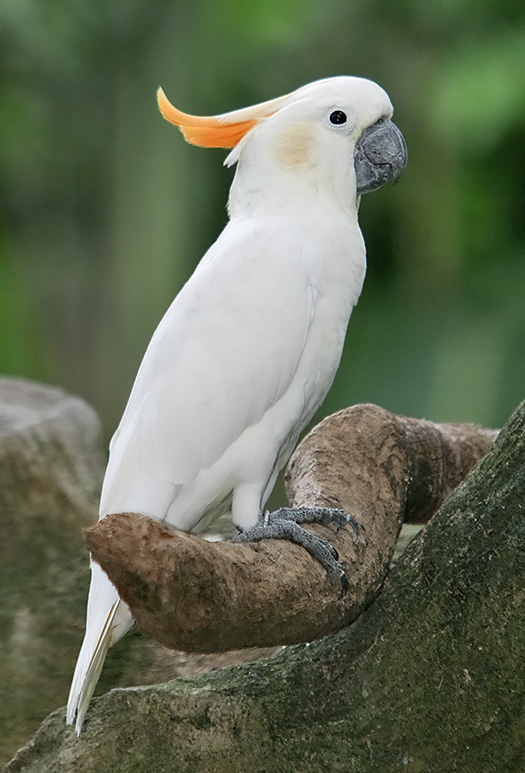
Orangehaubenkakadu, eine Unterart des Gelbwangenkakadus

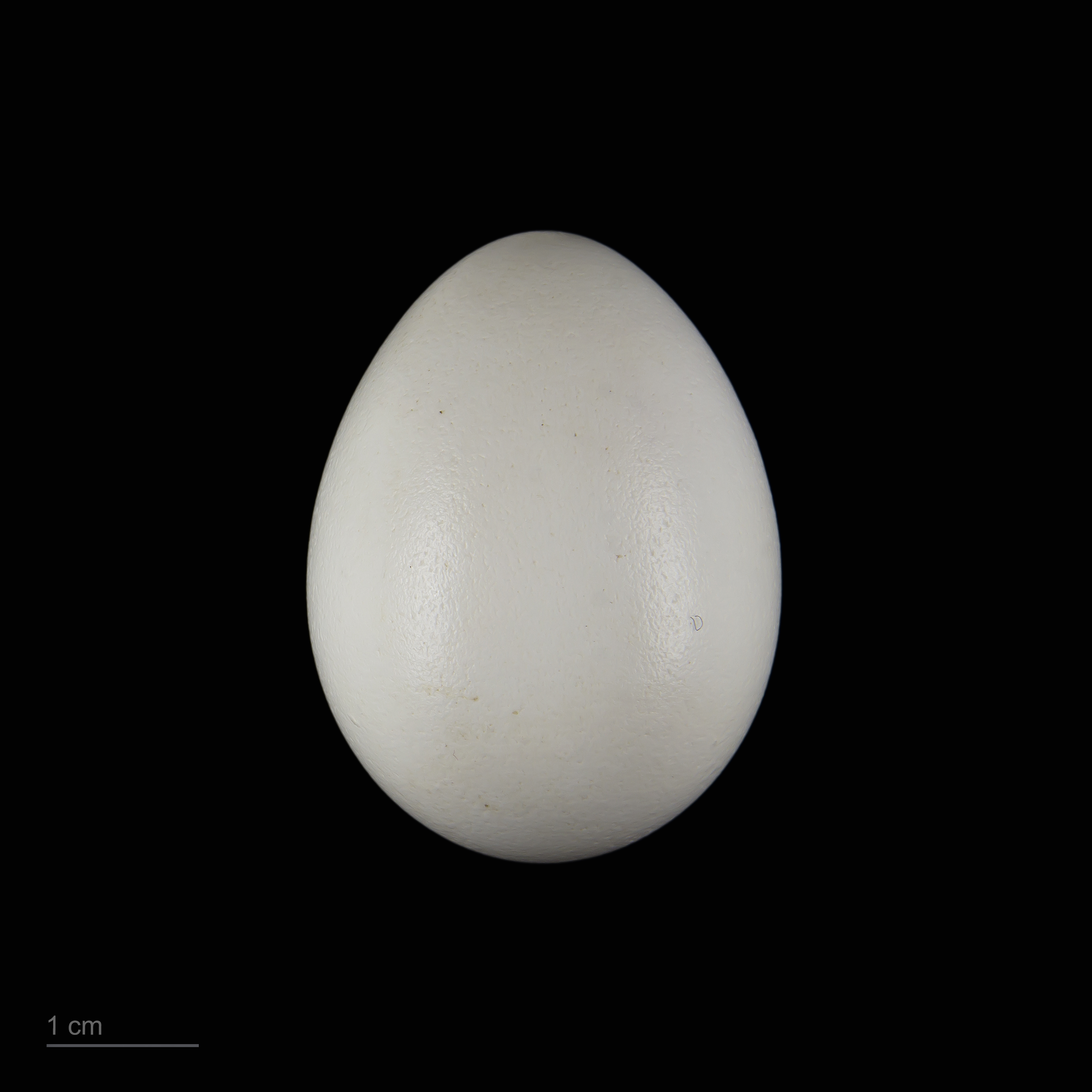
Cacatua sp

Die Eigentlichen Kakadus (Cacatua), auch Weiß- und Schwarzschnabelkakadus genannt, sind eine Gattung innerhalb der Ordnung der Papageien. Zu dieser Gattung gehören mittelgroße bis große Arten. Gemeinsam ist ihnen eine weiße oder hell lachsfarbene bis rosa Grundfärbung des Gefieders. Sie werden deshalb auch zur Abgrenzung zu den Rabenkakadus gelegentlich als „Weiße Kakadus“ bezeichnet.

## Merkmale
Eigentliche Kakadus haben einen kurzen, quadratischen Schwanz. Die Flügel sind lang und erreichen angelegt mit ihrer Spitze fast die Schwanzspitze. Ein Geschlechtsdimorphismus ist bei ihnen entweder nur schwach ausgeprägt oder gar nicht vorhanden. Wie für alle Kakadus charakteristisch, weisen sie eine Federhaube auf. Diese Federhauben sind leicht unterschiedlich geformt, so dass auf Basis dieses Kennzeichens bereits diskutiert wurde, einige Arten einer eigenständigen Gattung zuzuweisen. Der Molukken- und der Weißhaubenkakadu verfügen beispielsweise über Kopffedern, die eine Länge von über 10 Zentimeter erreichen. Beim Gelbhaubenkakadu, Gelbwangenkakadu und beim Inkakakadu ist die Haube kammförmig und besteht aus dicht nebeneinander stehenden, länglichen und leicht nach vorne gebogenen Federn. Die Hauben der anderen Kakaduarten erinnert an die von Molukken- und Weißhaubenkakadu. Sie sind jedoch wesentlich kürzer. Der Vorschlag zu einer Neuordnung der Eigentlichen Kakadus auf Basis ihrer Federhaube hat sich bislang jedoch nicht durchgesetzt, da die verschiedenen Haubenformen fließend ineinander übergehen. Eine Einordnung des Inkakakadus ist aber auch auf Grund von DNA-Analysen vorgeschlagen worden. Hierzu fehlen aber noch detailliertere Forschungsergebnisse.
Beim Gelbhauben-, Gelbwangen- und beim Inkakakadu bestehen die Hauben aus schmalen, verlängerten und nach vorn gebogenen Federn. Beim Brillenkakadu sind die Haubenfedern breiter. Sie sind außerdem leicht nach hinten gebogen. Für alle vier Arten gilt, dass die Haubenfedern an der Kopfvorderseite durch verlängerte Stirnfedern begrenzt sind. Diese Art stellt in der Haubenform einen Übergang dar zum Weißhaubenkakadu und dem Molukkenkakadu, bei denen die Federhaube aus breiten, nach hinten gerichteten Scheitelfedern besteht. Bei den übrigen Arten sind die Haubenfedern gleichfalls nach hinten gebogen. Bei diesen sind sie jedoch weniger breit und verlängert.

## Verbreitung
Eigentliche Kakadus haben ein sehr großes Verbreitungsgebiet. Es reicht von den Philippinen über Sulawesi, die Molukken und die Sunda-Inseln bis nach Neuguinea und Australien. Sie finden sich außerdem auf den Salomoninseln und Tasmanien. Keine der Arten kommt im gesamten Verbreitungsgebiet vor. Der Verbreitungsschwerpunkt ist Australien.

## Arten und Unterarten
- Weißhaubenkakadu (C. alba)
- Orangehaubenkakadu (C. citrinocristata)
- Salomonenkakadu (C. ducorpsii)
- Gelbhaubenkakadu (C. galerita)
  - (C. galerita queenslandica)
  - Mathews-Gelbhaubenkakadu (C. galerita fitzroyi)
  - Gelbhaubenkakadu (C. galerita galerita)
- Goffinkakadu (C. goffiniana)
- Rotsteißkakadu (C. haematuropygia)
- Inkakakadu (C. leadbeateri)
- Molukkenkakadu (C. moluccensis)
- Brillenkakadu (C. ophthalmica)
- Wühlerkakadus (C. pastinator)
  - Butler-Wühlerkakadu (C. pastinator butleri)
  - Derby-Wühlerkakadu (C. pastinator derbyi)
  - Wühlerkakadu (C. pastinator pastinator)
- Nacktaugenkakadus (C. sanguinea)
  - Sclaters Nacktaugenkakadu (C. sanguinea gymnopis)
  - Mathews-Nacktaugenkakadu (C. sanguinea normantoni)
  - Nacktaugenkakadu (C. sanguinea sanguinea)
  - Neuguinea-Nacktaugenkakadu (C. sanguinea transfreta)
  - Westaustralischer Nacktaugenkakadu (C. sanguinea westralensis)
- Gelbwangenkakadus (C. sulphurea)
  - Abbott-Kakadu (C. sulphurea abbotti)
  - Timor-Gelbwangenkakadu (C. sulphurea parvula)
  - Gelbwangenkakadu (C. sulphurea sulphurea)
- Nasenkakadu (C. Tenuirostris)

## Belege